# Gustl Martlmüller
Gustl Martlmüller (* 5. Juni 1936) ist ein deutscher Holzunternehmer.

## Werdegang
Martlmüller ist seit 1955 in der Holzwirtschaft tätig. 1960 übernahm er die Leitung des Josef Weiß Holzwerks in Bruckmühl bei Julbach und wurde zehn Jahre später dessen Eigentümer. Er baute das Unternehmen zum größten Sägewerk im Landkreis Rottal-Inn und zu einem der führenden Holzpalettenhersteller in Süddeutschland aus.
Ehrenamtlich war er in der berufsständischen Vertretung im Bundesverband Holzpackmittel, Paletten, Exportverpackung tätig.
2000 zog er sich aus dem Unternehmen zurück. Die Weiss Holzwerk GmbH wird heute in vierter Generation von Jürgen und Rosemarie Martlmüller geführt.

## Ehrungen
- Ehrenvorsitzender des Bundesverbandes Holzpackmittel, Paletten, Exportverpackung
- 2011: Verdienstkreuz am Bande der Bundesrepublik Deutschland